# ナショナル・イノベーション・システム
ナショナル・イノベーション・システム（NIS、英：National Innovation System）とは、国家レベルでのイノベーション活動の鍵となる、人、企業、機関の間での技術及び情報の流れのことである。イノベーション・システム論によると、イノベーションと技術開発は、企業、大学、公的研究機関を含むシステム内の当事者間の一連の複雑な関係の結果である。

## 用語の起源
ナショナル・イノベーション・システムという言葉は、1980年代後半にクリストファー・フリーマンとベングト・オーケ・ルンドバルが共同研究したことに端を発する。フリーマンの研究は、フリードリッヒ・リストの政治経済学と、経済大国としての日本の台頭に関する彼の歴史的記述を非常に利用していた。ルンドバルの研究は、デンマークでのイノベーション促進におけるサプライヤーと顧客間の重要な社会的相互作用及びその役割を探究した。上記のような一般的な定義を除けば、ナショナル・イノベーション・システムの標準的な定義は存在しない。かなり重複するが、いくつかの有力な定義を以下に挙げる（OECD の出版物に引用されている）。
ナショナル・イノベーション・システムは次のように定義されてきた。
- .. 新技術の導入、取り込み、修正、普及などの活動や相互作用を行う官民の機関のネットワーク[2]。
- .. 新しい経済的に有用な知識の生産、普及および使用に関して、相互に影響する要素および関係... そして、それらは国家の境の中に位置するか、内部に根ざしている[3]。
- ...その相互作用が国内企業の革新的なパフォーマンスを決める一連の機関[4]。
- ..ある国の技術学習（または変化を発生させる活動の量と構成）の速さと方向を決める国家機関、それらのインセンティブ構造および能力[5]。
- ..新技術の開発と普及に共同及び個別に貢献し、イノベーションプロセスに影響を与える政府の政策を形成・実施するためのフレームワークを提供する一連の別個の機関。このように、新技術を定義する知識、技能、成果物を創造、保存、移転するための相互に関連した機関のシステムである[6]。

国の革新的なパフォーマンスは、これらのアクターが使用する技術とともに、アクターらが知識の創造と利用の共同システムの要素として、どのように相互に関係しているかに大きく依存する。例えば、公的研究機関、学術機関、産業界は、研究開発活動を行う研究生産者としての役割を果たす。一方、中央政府や地域政府は、政策手段、ビジョン、将来の展望などの観点から、研究生産者間の調整役としての役割を果たす。さらに、イノベーションを促進するためには、異なる革新的なアクター同士が強い信頼関係に基づいて強い連携を持っていなければならず、政府は異なる革新的なアクター間の信頼関係を促進し、活性化しなければならない。この連携は、共同研究、人材交流、クロスパテント、機器の購入などの形をとることができる。最後に、NSI は、各国のコミュニティの異なった社会文化的特質によって形成される。したがって、革新性、技術の方向性、学習に関して国家的な軌跡があり、その結果、高度に発達している国もそうでない国も、うまくいっているかどうかに関わらず、ある種のNISを持っている。さらに、NISの成功要因は、NISを構成する様々な要素全体を通して、（教育の重要な役割を持つ）支援機関や組織の創造と、イノベーション政策におけるスケールの架け橋となる協力関係にあると多くの学者によって見られている。例としては、公的研究開発や企業、共通の目的やエージェントの革新的な文化などが挙げられ、全体として自己強化型の進歩と相乗効果をもたらしている。しかし、経済的に成功している様々な国の間での NISの構造と戦略の違いは、普遍的な成功事例の方策がないことを示している。